# Хоружа, Василий Константинович
Василий Константинович Хоружа (14 января 1934 — 27 января 2020) — бригадир водителей автомобилей автоколонны № 1412 Министерства автомобильного транспорта РСФСР (Ивановская область), Герой Социалистического Труда.

## Биография
Родился 14 января 1934 года в д. Юльяново Плещеницкого района Минской области Белорусской ССР. Пережил оккупацию, в это время помогал партизанам. После войны стал работать в колхозе, в школу поступил только в 14 лет.
В 1954 году призван в Советскую Армию, в учебной части МВД в Москве окончил курсы шоферов и получил водительские права. Службу проходил в Иванове, после увольнения в запас (1957) остался жить в там же.
В январе 1959 года поступил водителем в автоколонну № 1412. Без отрыва от производства окончил школу рабочей молодежи и Ивановский автотранспортный техникум. Освоил все основные типы грузовых машин: «ЗИС-5», «ЗИС-155», «ЗИЛ-130», «Урал». Работая на автомобиле «ЗиЛ-130», в 1968 году выступил инициатором использования двух, а затем трёх прицепов.
В 1960 г. первым в Ивановской области изготовил и применил в городских условиях одноосный бортовой прицеп. В результате производительность автомобиля возросла более чем в 1,5 раза, снизилась себестоимость перевозок.
После того, как был назначен бригадиром, трижды переходил в отстающие бригады и выводил их в передовые.
В 9-й пятилетке выполнил более двух пятилетних заданий: при плане в 14,2 тысячи тонн перевёз 29,1 тысяч тонн грузов или 206,9 %. В 10-й пятилетке показал даже лучшие результаты — 220,3 %.
Указом Президиума Верховного Совета СССР от 2 апреля 1981 года за выдающиеся производственные достижения, досрочное выполнение заданий десятой пятилетки и социалистических обязательств Василию Константиновичу Хоружа было присвоено звание Героя Социалистического Труда.
С 2004 года находился на пенсии. За время работы более 2,5 миллионов километров проехал на автомобиле без серьёзных поломок и ремонта.
Жил в городе Иваново. Умер 27 января 2020 года.

## Награды
Награждён 2 орденами Ленина (05.10.1966, 02.04.1981), орденами Октябрьской Революции (04.03.1976), Трудового Красного Знамени (04.05.1971), медалями, в том числе «За трудовую доблесть» (26.04.1963).

## Память
Его имя увековечено на памятнике автомобилистам в городе Москве.